# Giulio Brigantico
Giulio Brigantico (latino: Julius Briganticus; ... – 69) è stato un militare britanno, comandante della cavalleria ausiliaria nell'esercito romano.

## Biografia
Era figlio della sorella di Gaio Giulio Civile, leader della rivolta batava, che apparentemente odiava il nipote. Il nomen Julius indica che aveva la cittadinanza romana. Il cognomen Briganticus suggerisce invece che lui, o il padre, si distinse nella lotta contro i Briganti in Britannia settentrionale.
Nel 69, durante la guerra civile dell'anno dei quattro imperatori, Briganticus iniziò a combattere per Otone ma si arrese alle forze di Vitellio dopo la battaglia di Placentia. In seguito comandò una squadra scelta di cavalleria creata da Vitellio, ma venne sconfitto da Vespasiano. Mori' combattendo per i Romani sotto Quinto Petilio Ceriale, contro lo zio, durante la rivolta batava.